# مهاجر (بغلان)
مهاجر (به لاتین: Mahajer) یک منطقهٔ مسکونی در افغانستان است که در ولایت بغلان واقع شده‌است.